# Trận Palembang (1407)
Trận Palembang là trận hải chiến năm 1407 giữa hạm đội kho báu của nhà Minh do Đô đốc Trịnh Hòa chỉ huy và hạm đội cướp biển Chen Zuyi (Trần Tổ Nghĩa) tại Palembang, Sumatra, ở Indonesia ngày nay. Kết quả là Trần Tổ Nghĩa thua trận, bị bắt và đưa đến Trung Quốc để xử tử.

## Bối cảnh
Trần Tổ Nghĩa là một thủ lĩnh cướp biển đã chiếm giữ Palembang trên Sumatra. Ông thống trị tuyến đường hàng hải của eo biển Malacca. Biên niên sử Ma Huân đã viết rằng Shi Jin Khánh là người đã thông báo cho Đô đốc Trịnh Hòa về các cuộc đắm đuối của Chen Zuyi. Haiquo Quangji của Shen Moushang nói rằng, khi Chen Zuyi đang lên kế hoạch tấn công Trịnh Hòa, Shi Jin Khánh đã bí mật báo cáo kế hoạch của Chen cho Trịnh Hòa. 

## Đường đi
Vào năm 1407, trong khi trở về nhà trong chuyến đi tìm kho báu đầu tiên của nhà Minh, Trịnh Hòa và các cộng sự đã tham gia Trần Tổ Nghĩa và hạm đội cướp biển của ông trong trận chiến tại Palembang. Hạm đội kho báu Trung Quốc đã đánh bại hạm đội cướp biển của Chen trong cuộc chạm trán này. Trong cuộc đối đầu, 5.000 cướp biển đã bị giết, mười tàu cướp biển bị phá hủy và bảy tàu cướp biển bị bắt.
Các ghi chép của Minh Sử rằng Trịnh Hòa ban đầu được gửi đến Palembang để đàm phán việc bình định Trần Tổ Nghĩa và những người khác, nhưng cũng nói rằng Chen và những người khác âm mưu tấn công lực lượng nhà Minh. Minh thực lục ghi lại rằng Trần Tổ Nghĩa đã cố gắng trốn tránh và rút khỏi sự tham gia tích cực với hạm đội kho báu. Dreyer (2007) mô tả tài khoản Trần Tổ Nghĩa trong Mingshi sau này là một nỗ lực chê bai để mô tả anh ta là một tên cướp biển xấu xa và do đó đối chiếu anh ta với các thương nhân Trung Quốc của Palembang đã đệ trình.

## Hậu quả
Đội tàu đưa ba tù nhân, bao gồm Chen Zuyi, trở về thủ đô Nam Kinh của Trung Quốc để chặt đầu. Vào ngày 2 tháng 10 năm 1407, Chen Zuyi và các trung úy của anh ta đã bị xử tử. Vào ngày 29 tháng 10 năm 1407, Hoàng đế Minh Thành Tổ đã ban chiếu ban thưởng cho các sĩ quan và các thành viên thủy thủ đoàn khác đã chiến đấu chống lại hạm đội cướp biển của Chen Zuyi tại Palembang.
Triều đình nhà Minh đã chỉ định Shi Jin Khánh làm Tổng giám đốc bình định của Palembang, do đó thành lập một đồng minh tại Palembang và đảm bảo quyền truy cập vào cảng quan trọng này.